# Indiana Jones (textové hry)
Indiana Jones a chrám zkázy, Indiana Jones II a Indiana Jones III jsou textové hry pro počítače Sinclair ZX Spectrum a kompatibilní (například Didaktik). Jejich autorem je František Fuka, který je naprogramoval v letech 1985, 1987 a 1990. Hry byly v roce 1992 vydány společností Proxima – Software jako součást souboru her Fuxoft uvádí.

## Indiana Jones a chrám zkázy
Indiana Jones a chrám zkázy je druhá textová hra Františka Fuky. Je inspirována filmem Indiana Jones a chrám zkázy. Ve hře se objevují i prvky z filmu Krotitelé duchů. Úkolem hráče je najít masku slunečního boha. Hra je ovládána pomocí příkazů zadávaných z klávesnice.
Hra má přes 30 lokací a hráč se může pohybovat do čtyř světových stran a nahoru a dolů.
František Fuka podle svých slov hru pojmenoval jako Indiana Jones a Chrám zkázy dříve než viděl film a po uvedení filmu v Československu byl překvapen, že byl česky pojmenován také jako Indiana Jones a chrám zkázy, přestože podle něho anglický název Indiana Jones and the Temple of Doom znamená trochu něco jiného.

## Indiana Jones II
Hra je inspirována filmem Dobyvatelé ztracené archy. Děj hry se odehrává v Africe. Úkolem hráče je najít faraonův platinový náhrdelník. Hra je ovládána pomocí kontextového menu, ve kterém jsou nabízeny pouze momentálně dostupné akce. Celá hra se tak ovládá pouze třemi klávesami, z nichž dvě slouží propohyb v menu a třetí k potvrzení volby. Hra má malý rozsah a inventář věcí, které může mít postava hráče u sebe, je omezen na pět.

## Indiana Jones III
Hra je inspirována filmem Indiana Jones a poslední křížová výprava. Je ovládána pomocí příkazů zadávaných z klávesnice. Hra umožňuje ukládání stavu hry na magnetofon a do paměti, do paměti je možné uložit osm různých pozic. Ke hře bylo dodáváno intro se zajímavostmi o hře.

## Pokračování
Pokračováním herní série Františka Fuky je textová hra Indiana Jones a zlatá soška Keltů z roku 1990, kterou naprogramoval Jiří Fencl. Stejný autor napsal i hru Tom Jones, která začíná podobně jako Indiana Jones a zlatá soška Keltů.